# Acatla
Acatla är en ort i Mexiko.   Den ligger i kommunen Acultzingo och delstaten Veracruz, i den sydöstra delen av landet, 210 km öster om huvudstaden Mexico City. Acatla ligger 1 439 meter över havet och antalet invånare är 1 272.
Terrängen runt Acatla är varierad. Acatla ligger nere i en dal. Runt Acatla är det ganska tätbefolkat, med 120 invånare per kvadratkilometer. Närmaste större samhälle är Orizaba, 16,9 km nordost om Acatla. I omgivningarna runt Acatla växer i huvudsak blandskog.